# Moominland, un mondo di serenità
Moominland, un mondo di serenità (楽しいムーミン一家?, Tanoshii Mūmin ikka, lett: "La divertente famiglia Moomin"), è una serie televisiva anime giapponese con la collaborazione europea prodotta da Telecable Benelux B.V. e basata sulle novelle e fumetti a strisce per l'infanzia scritti dai due fratelli finlandesi Tove Jansson e Lars Jansson.
La serie è stata trasmessa in due stagioni su TV Tokyo dal 12 aprile 1990 al 26 marzo 1992, la prima di 78 episodi, la seconda con il titolo variato in Tanoshii Mūmin ikka: Bōken nikki (楽しいムーミン一家 冒険日記? lett: "La divertente famiglia Moomin: Diario dell'avventura") e di 26 episodi. In Italia la serie è stata trasmessa su Italia 1 nel 1994 e anche sulle emittenti locali con il titolo Moomin.
È stato tratto dalla serie anche un film d'animazione basato sul libro Comet in Moominland inedito in Italia.

## Trama
La storia narra le avventure del giovane Moomin che vive con suo padre e sua madre a Moominland, nella sua Moominhouse di colore blu.

## Personaggi
La voce narrante che accompagna ogni episodio nella versione italiana è quella di Caterina Rochira.
- Moomin (Moomintroll): come gli altri membri della sua famiglia, è un troll bianco con occhi blu, dal muso largo e un corpo tondeggiante. Moomin è molto gentile e altruista, è un amico molto leale dotato di una grande emotività. Ha uno spirito d’avventura ma è anche molto legato alla sua famiglia, in particolare a Mamma Moomin. È particolarmente affezionato al suo migliore amico Wilson. È doppiato in italiano da Luca Sandri.
- Mamma Moomin (Moominmamma): moglie di Papà Moomin e madre del piccolo Moomin. È molto comprensiva nei confronti del figlio ed è sempre gentile con tutti. Riesce a gestire con pacatezza ogni situazione, anche la più complicata. È doppiata in italiano da Daniela Trapelli.
- Papà Moomin (Moominpappa): marito di Mamma Moomin e padre di Moomin. Ama profondamente la sua famiglia, anche se è più severo di Mamma Moomin. Proprio come il figlio è un amante delle avventure e dei viaggi ed è molto fantasioso. È doppiato in italiano da Mario Scarabelli.
- Dada (Little My): la sorellastra di Wilson, ragazzina di statura incredibilmente bassa e dai capelli arancioni. È molto energica, indipendente e senza peli sulla lingua.  Amante delle sfide e del divertimento, pur essendo un’ottima amica nei confronti di Moomin e del suo gruppo tende ad avere un atteggiamento molto aggressivo e dispettoso. Ha una sorella, Mimbla, caratterialmente opposta a lei. È doppiata in italiano da Marcella Silvestri.
- Wilson (Snufkin): fratellastro di Dada, è un vagabondo pacato ed enigmatico ma ama stare in compagnia dei suoi amici, specialmente di Moomin. Indossa sempre una veste verde e un cappello, si ritira da Moominland ogni volta che arriva l’inverno per poi ritornare in primavera. È doppiato in italiano da Marco Balzarotti.
- Rubiconda (Snorkmaiden): è un troll molto simile ai Moomin con una frangia bionda e occhi castani. Ha un’innocente relazione affettiva con Moomin, è molto gentile, energica e leale con i suoi amici oltre che un’ottima cuoca, anche se è piuttosto vanitosa e impulsiva. È la sorella dello scienziato e inventore Rubicondo. È doppiata in italiano da Debora Magnaghi.
- Sniffa (Sniff): un animale simile ad un canguro che abita nel villaggio dei Moomin. È di indole buona, ma è molto pigro e un po’ codardo. È attratto da tutto ciò che luccica e si vede spesso impegnato in tentativi di arricchirsi. È doppiato in italiano da Diego Sabre.
- Dede (Too-ticky): ragazza dai tratti androgini, bionda con gli occhi azzurri. È sempre pronta ad aiutare i suoi amici, molto indipendente e laboriosa ma anche saggia e filosofica. Abita nella casetta di Papà Moomin. Il suo personaggio è ispirato a Tuulikki Pietilä, la partner della Jansson. È doppiata in italiano da Mariagrazia Errigo.
- Alyssa (Alicia): un’aspirante strega che farà amicizia con Moomin e i suoi amici. Vive con sua nonna, una strega che le impedisce spesso di vedere i suoi amici perché possa concentrarsi sui suoi studi. È doppiata in italiano da Dania Cericola.
- Strega (Clarissa The Witch): una potente strega, nonna di Alyssa, che impedisce spesso alla nipote di uscire perché si possa concentrare sui suoi studi da strega apprendista. È una signora solitaria che odia il gruppo dei Moomin, non esitando a lanciare incantesimi o maledizioni a coloro che la disturbano. È doppiata in italiano da Rosalba Bongiovanni.
- Severina (Fillyjonk): è una signora topo che si trasferisce a Moominland. Sarà la nuova vicina dei Moomin che però lei sembra non sopportare a causa del suo disprezzo nei confronti delle loro attività, motivo per cui impedisce ai suoi figli di divertirsi insieme a loro, educandoli rigidamente allo studio e al rispetto delle regole. È doppiata in italiano da Tullia Piredda.
- Ninny (Ninni): una bambina vestita di rosso, con indosso una campanella intorno al collo, un fiocco giallo in testa che raccoglie i suoi lunghi capelli rossicci in una coda di cavallo e occhi azzurri. All'inizio viveva con sua zia, la quale la riempiva spesso di frecciatine e a causa di questo è diventata letteralmente invisibile, perdendo anche l'uso della parola. La zia, non potendo più occuparsi di lei, decide di affidarla a Dede, la quale decide di rivolgersi a Mamma Moomin per far tornare Ninny com'era prima. È doppiata in italiano da Emanuela Pacotto.
- Morra (Groke): una triste e solitaria creatura che abita in una caverna nelle montagne. Ha un aspetto misterioso, un grosso naso, sguardo freddo, e una bocca larga con denti ben visibili. Qualsiasi cosa venga toccata dalla Morra viene congelata, e quando si muove lascia sempre una scia di ghiaccio sul terreno sottostante. In un episodio scende a Moominland di notte in cerca di amicizie, ma a causa della sua presenza spaventosa e del suo potere finisce sempre per allontanare gli abitanti, nonostante le sue buone intenzioni. Non è in grado di comunicare, emettendo solamente un verso simile ad un ringhio.

## Sigle
La sigla italiana dell'anime utilizzata su Italia 1, intitolata Moominland, un mondo di serenità, musica e arrangiamento di Enzo Draghi, testo di Alessandra Valeri Manera, è cantata da Cristina D'Avena. Nelle trasmissioni sulle emittenti locali era invece presente la sigla internazionale in inglese.

## Episodi
| Nº | Titolo italiano Giapponese 「Kanji」 - Rōmaji                                                | In onda           | In onda |
| Nº | Titolo italiano Giapponese 「Kanji」 - Rōmaji                                                | Giapponese        |         |
| 1  | La valle dei Moomin 「ムーミン谷の春」 - Mūmindani no Haru                                   | 12 aprile 1990    |         |
| 2  | Il cappello magico 「魔法の帽子」 - Mahō no Bōshi                                            | 12 aprile 1990    |         |
| 3  | Una favolosa scoperta 「浜で見つけた難破船」 - Hama de Mitsuketa Nanpasen                    | 19 aprile 1990    |         |
| 4  | L'isola dei funghi 「おばけ島へようこそ」 - Obakejima e Yōkoso                               | 26 aprile 1990    |         |
| 5  | L'avventura sull'isola 「ニョロニョロの秘密」 - Nyoronyoro no Himitsu                        | 3 maggio 1990     |         |
| 6  | Due ospiti 「小さな小さなお客様」 - Chiisana Chiisana Okyaku-sama                            | 10 maggio 1990    |         |
| 7  | La valigia misteriosa 「スーツケースの中身」 - Sūtsukēsu no Nakami                           | 17 maggio 1990    |         |
| 8  | Il rubino del re 「飛行オニの魔術」 - Hikōoni no Majutsu                                     | 24 maggio 1990    |         |
| 9  | Un'amica invisibile 「姿の見えないお友達」 - Sugata no Mienai Otomodachi                     | 31 maggio 1990    |         |
| 10 | Il sorriso di Ninny 「笑顔がもどったニンニ」 - Egao ga Modotta Ninni                         | 7 giugno 1990     |         |
| 11 | Le ali di Rubicondo 「大空を飛ぶスノーク」 - Ōsora o Tobu Sunōku                             | 14 giugno 1990    |         |
| 12 | I pirati 「ムーミン海賊と闘う」 - Mūmin Kaizoku to Tatakau                                   | 21 giugno 1990    |         |
| 13 | Il draghetto 「地球最後の龍」 - Chikyū Saigo no Ryū                                          | 28 giugno 1990    |         |
| 14 | I nuovi vicini 「お隣りさんは教育ママ」 - Otonarisan wa Kyōiku Mama                          | 5 luglio 1990     |         |
| 15 | Un'amnesia principesca 「記憶を失ったフローレン」 - Kioku o Ushinatta Furōren                | 12 luglio 1990    |         |
| 16 | Incontro ravvicinato 「ムーミン谷に火星人!」 - Mūmindani ni Kaseijin!                        | 26 luglio 1990    |         |
| 17 | L'avventura di Papà Moomin 「ムーミンパパの家出」 - Mūminpapa no Iede                        | 2 agosto 1990     |         |
| 18 | I semi magici 「海から来た魔法の種」 - Umi kara Kita Mahō no Tane                            | 9 agosto 1990     |         |
| 19 | Tigri nella giungla 「ムーミン谷はジャングル」 - Mūmindani wa Janguru                        | 23 agosto 1990    |         |
| 20 | A difesa degli animali 「ムーミン虎たちを救う」 - Mūmin Tora-tachi o Sukuu                   | 30 agosto 1990    |         |
| 21 | La partenza di Wilson 「スナフキンの旅立ち」 - Sunafukin no Tabidachi                        | 6 settembre 1990  |         |
| 22 | Il grande freddo 「ムーミンとミイの大冒険」 - Mūmin to Mī no Daibōken                        | 13 settembre 1990 |         |
| 23 | Ci sono visite 「ムーミン谷の冬の住人」 - Mūmindani no Fuyu no Jūnin                         | 20 settembre 1990 |         |
| 24 | Aspettando Wilson 「帰ってこないスナフキン」 - Kaettekonai Sunafukin                         | 27 settembre 1990 |         |
| 25 | Il faro 「パパの夢をのせて」 - Papa no Yume no Nosete                                        | 4 ottobre 1990    |         |
| 26 | Il mistero si svela [1] 「灯台に明かりのともる日」 - Tōdai ni Akari no Tomoru Hi             | 4 ottobre 1990    |         |
| 27 | La zia Jane 「お金持ちのジェーンおばさん」 - Okanemochi no Jēn Obasan                        | 18 ottobre 1990   |         |
| 28 | Il teatro galleggiante 「浮かぶばけもの屋敷」 - Ukabu Bakemono Yashiki                       | 25 ottobre 1990   |         |
| 29 | Dove sono i bambini? 「離れ離れの家族」 - Hanare Banare no Kazoku                            | 1º novembre 1990  |         |
| 30 | La festa di metà estate 「喜びの再会」 - Yorokobi no Saikai                                  | 8 novembre 1990   |         |
| 31 | L'inventore 「スノークの空飛ぶ船」 - Sunōku no Sora Tobu Fune                                | 15 novembre 1990  |         |
| 32 | Il pesce d'oro 「まぼろしの金色の魚」 - Maboroshi no Kin'iro no Sakana                       | 22 novembre 1990  |         |
| 33 | Il genio della lampada 「魔法のランプに願いを込めて」 - Mahō no Ranpu ni Negai o Komete      | 29 novembre 1990  |         |
| 34 | L'aquilone 「たこに乗ったミイ」 - Tako ni Notta Mī                                           | 6 dicembre 1990   |         |
| 35 | La strega 「帰ってきた魔女」 - Kaettekita Majo                                               | 13 dicembre 1990  |         |
| 36 | Arriva Natale 「クリスマスって何?」 - Kurisumasu tte Nani?                                   | 20 dicembre 1990  |         |
| 37 | La festa di metà inverno 「冬の生物たちのお祭り」 - Fuyu no Seibutsu-tachi no Omatsuri       | 27 dicembre 1990  |         |
| 38 | L'incantesimo 「眠りの魔法」 - Nemuri no Mahō                                                | 1º gennaio 1991   |         |
| 39 | Le esplosioni misteriose 「真夜中の不思議な音」 - Mayonaka no Fushigina Oto                  | 1º gennaio 1991   |         |
| 40 | Il mistero si svela [2] 「花火の秘密」 - Hanabi no Himitsu                                   | 10 gennaio 1991   |         |
| 41 | Ladri fra i Moomin 「ムーミン谷の怪事件」 - Mūmindani no Kaijiken                            | 17 gennaio 1991   |         |
| 42 | L'eclisse 「魔女のほうき」 - Majo no Hōki                                                    | 24 gennaio 1991   |         |
| 43 | La prima donna 「サーカスのヒロイン」 - Sākasu no Hiroin                                     | 31 gennaio 1991   |         |
| 44 | Un meraviglioso regalo 「すてきなお誕生日」 - Sutekina Otanjōbi                              | 7 febbraio 1991   |         |
| 45 | La nuova casa di Moomin 「ムーミンの建てた家」 - Mūmin no Tateta Ie                          | 14 febbraio 1991  |         |
| 46 | L'eredità 「パパは大金持ち?」 - Papa wa Ōkanemochi?                                          | 21 febbraio 1991  |         |
| 47 | La sorgente calda 「温泉が出た!」 - Onsen ga Deta!                                           | 28 febbraio 1991  |         |
| 48 | Bolle di sapone 「シャボン玉に乗ったムーミン」 - Shabondama ni Notta Mūmin                   | 7 marzo 1991      |         |
| 49 | La zucca gigante 「ママの秘密」 - Mama no Himitsu                                            | 14 marzo 1991     |         |
| 50 | Il folletto 「枯木の中の声」 - Kareki no Naka no Koe                                         | 21 marzo 1991     |         |
| 51 | La chiaroveggente 「フローレンの超能力」 - Furōren no Chōnōryoku                             | 28 marzo 1991     |         |
| 52 | Caccia al tesoro 「宝探しで大騒ぎ」 - Takarasagashi de Ōsawagi                               | 4 aprile 1991     |         |
| 53 | La ninfa 「水の妖精」 - Mizu no Yōsei                                                        | 4 aprile 1991     |         |
| 54 | Il diamante di Mimla 「ミムラに贈り物」 - Mimura ni Okurimono                                | 18 aprile 1991    |         |
| 55 | La seconda giovinezza di Papà Moomin 「寂しそうなパパ」 - Sabishisōna Papa                   | 25 aprile 1991    |         |
| 56 | L'ingrediente segreto 「旅に出たママ」 - Tabi ni Deta Mama                                   | 2 maggio 1991     |         |
| 57 | L'istinto materno 「フローレンの子育て」 - Furōren no Kosodate                               | 9 maggio 1991     |         |
| 58 | Un'invasione di artisti 「ムーミン谷のコンテスト」 - Mūmindani no Kontesuto                  | 16 maggio 1991    |         |
| 59 | Le avventure di Papà Moomin (prima parte) 「(パパの思い出」 - Papa no Omoide                 | 23 maggio 1991    |         |
| 60 | Dada la peste 「ミイのいたずら」 - Mī no Itazura                                             | 30 maggio 1991    |         |
| 61 | Vedo prevedo stravedo 「ムーミンは天才占い師」 - Mūmin wa Tensai Uranaishi                   | 6 giugno 1991     |         |
| 62 | Piccole stregonerie 「魔法の言葉」 - Mahō no Kotoba                                          | 13 giugno 1991    |         |
| 63 | Le avventure di Papà Moomin (seconda parte) 「オーケストラ号の冒険」 - Ōkesutora-gō no Bōken | 20 giugno 1991    |         |
| 64 | Vogliamo la mamma 「巣立ちの日」 - Sudachi no Hi                                             | 4 luglio 1991     |         |
| 65 | Il ballo in maschera 「ムーミンの秘密」 - Mūmin no Himitsu                                   | 11 luglio 1991    |         |
| 66 | Il vampiro 「ムーミン谷の吸血鬼」 - Mūmindani no Kyūketsuki                                  | 18 luglio 1991    |         |
| 67 | La sedia 「壊れたパパの大事な椅子」 - Kowareta Papa no Daiji na Isu                          | 25 luglio 1991    |         |
| 68 | Le avventure di Papà Moomin (terza parte) 「ママと運命の出会い」 - Mama to Unmei no Deai     | 1º agosto 1991    |         |
| 69 | La fenice 「伝説の不死鳥の危機」 - Densetsu no Fushichō no Kiki                              | 8 agosto 1991     |         |
| 70 | Litigio in familia 「お魚パーティーで仲直り」 - Osakana Pātī de Nakanaori                    | 15 agosto 1991    |         |
| 71 | Il fungo del sonno 「光るキノコの正体」 - Hikaru Kinoko no Shōtai                            | 22 agosto 1991    |         |
| 72 | Un amico delfino 「ムーミンとイルカの友情」 - Mūmin to Iruka no Yūjō                         | 29 agosto 1991    |         |
| 73 | Avventura sull'isola 「ムーミン探検隊」 - Mūmin Tankentai                                    | 5 settembre 1991  |         |
| 74 | Uno strano regalo 「歌う花のプレゼント」 - Utau Hana no Purezento                            | 12 settembre 1991 |         |
| 75 | Il sogno fantastico 「ムーミンのすてきな夢」 - Mūmin no Suteki na Yume                       | 19 settembre 1991 |         |
| 76 | La camera ispiratrice 「こわれたおうち」 - Kowareta Ouchi                                    | 26 settembre 1991 |         |
| 77 | La gara 「完成!空飛ぶ船」 - Kansei! Sora Tobu Fune                                           | 3 ottobre 1991    |         |
| 78 | La nave volante 「ムーミン大空へ」 - Mūmin Ōzora e                                           | 3 ottobre 1991    |         |